# Delirul (roman)
Delirul este un roman din 1975 de Marin Preda publicat de Editura Cartea Românească. La scrierea sa, autorul a evocat evenimente ale rebeliunii legionare și ale reprimării ei de către Ion Antonescu din 1941 sau experiența sa în armată în perioada 1943-1945. După Revoluție, a fost publicată în 1991 de către Editura Expres versiunea sa necenzurată (care conține pe lângă monologul lui Hitler și monologul lui Stalin).
Personajul principal este Ștefan Paul, fiul lui Parizianu (care este amintit în Moromeții). Spre deosebire de flăcăii din Siliștea Gumești, Teleorman, Ștefan merge la oraș pentru a-și găsi un rost. Acesta este angajat la publicația Ziua și luat sub protecția lui Nikki Dumitrescu, omul de bază al patronului.